# 荥阳站
荥阳站是一个陇海线上的铁路车站，位于河南省荥阳市索河街道，建于1907年，目前为四等站，邮政编码为450100。目前客运：不办理旅客乘降；货运：办理整车、零担货物发到；办理整车货物承运前保管。